# Internationale Filmfestspiele Berlin 2004

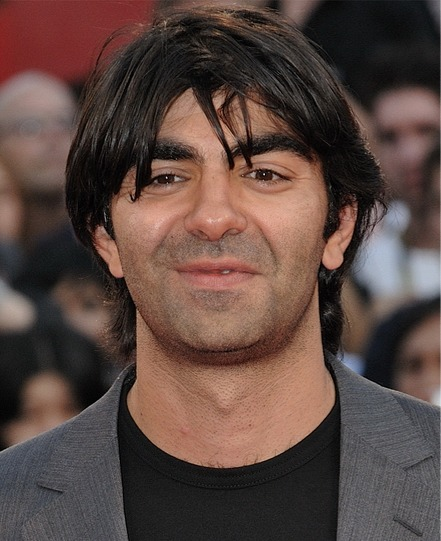
Fatih Akin gewann mit seinem Film Gegen die Wand in diesem Jahr den Goldenen Bären.

Die 54. Internationalen Filmfestspiele Berlin fanden vom 5. bis 15. Februar 2004 statt.

## Sektion Wettbewerb
Das Festival wurde mit dem Film Unterwegs nach Cold Mountain von Anthony Minghella eröffnet. Der Film lief innerhalb des Wettbewerbsprogramms, jedoch außerhalb der Konkurrenz. Im offiziellen Wettbewerb um den Goldenen Bär und die Silbernen Bären stellten sich in diesem Jahr folgende Filme dem Urteil der internationalen Jury:
| Filmtitel                                    | Regisseur               | Produktionsland                                        | Darsteller (Auswahl)                                 |
| -------------------------------------------- | ----------------------- | ------------------------------------------------------ | ---------------------------------------------------- |
| El Abrazo partido                            | Daniel Burman           | Argentinien, Frankreich, Italien, Spanien              | Daniel Hendler, Adriana Aizemberg                    |
| The Beautiful Country                        | Hans Petter Moland      | USA, Norwegen                                          | Nick Nolte, Tim Roth, Bai Ling                       |
| Before Sunset                                | Richard Linklater       | USA                                                    | Ethan Hawke, Julie Delpy                             |
| The Final Cut – Dein Tod ist erst der Anfang | Omar Naïm               | Kanada, Deutschland                                    | Robin Williams, Mira Sorvino, Jim Caviezel           |
| 25 Grad im Winter                            | Stéphane Vuillet        | Belgien, Frankreich, Russland, Spanien                 | Carmen Maura, Jacques Gamblin, Ingeborga Dapkūnaitė  |
| Gegen die Wand                               | Fatih Akin              | Deutschland, Türkei                                    | Birol Ünel, Sibel Kekilli                            |
| In deinen Händen                             | Annette K. Olesen       | Dänemark                                               | Trine Dyrholm, Ann Eleonora Jørgensen, Sonja Richter |
| In My Country                                | John Boorman            | Großbritannien, Irland, Südafrika                      | Samuel L. Jackson, Juliette Binoche                  |
| Intime Fremde                                | Patrice Leconte         | Frankreich                                             | Sandrine Bonnaire                                    |
| Just a Kiss                                  | Ken Loach               | Großbritannien, Belgien, Deutschland, Italien, Spanien | Eva Birthistle, Atta Yaqub                           |
| Körper der Liebe                             | Matteo Garrone          | Italien                                                | Vitaliano Trevisan, Michela Cescon                   |
| Das Leben, das dich erwartet                 | Manuel Guitérrez Aragón | Spanien                                                |                                                      |
| Maria voll der Gnade                         | Joshua Marston          | USA, Kolumbien                                         | Catalina Sandino Moreno                              |
| The Missing                                  | Ron Howard              | USA                                                    | Tommy Lee Jones, Cate Blanchett                      |
| Monster                                      | Patty Jenkins           | USA, Deutschland                                       | Charlize Theron, Christina Ricci, Bruce Dern         |
| Morgengrauen                                 | Björn Runge             | Schweden                                               | Pernilla August                                      |
| Nächtliche Irrfahrt                          | Cédric Kahn             | Frankreich                                             | Jean-Pierre Darroussin, Carole Bouquet               |
| Die Nacht singt ihre Lieder                  | Romuald Karmakar        | Deutschland                                            | Frank Giering, Manfred Zapatka, Marthe Keller        |
| Samaria                                      | Kim Ki-duk              | Südkorea                                               | Kwak Ji-min, Eol Lee, Han Yeo-reum                   |
| Trilogie: Die Erde weint                     | Theo Angelopoulos       | Griechenland, Deutschland, Frankreich, Italien         |                                                      |
| Triple Agent                                 | Éric Rohmer             | Frankreich, Spanien, Italien, Griechenland, Russland   |                                                      |
| Die Zeugen                                   | Vinko Brešan            | Kroatien                                               |                                                      |
| 20 30 40: Liebe hin - Liebe her              | Sylvia Chang            | Hongkong, Taiwan, Japan                                |                                                      |

### Internationale Jury
Die Jury wurde 2004 von der US-amerikanischen Schauspielerin Frances McDormand als Präsidentin geführt. Weitere Jurymitglieder waren: Maji-da Abdi (Regisseurin aus Äthiopien), Valeria Bruni Tedeschi (Schauspielerin aus Italien), Samira Makhmalbaf (Regisseurin aus dem Iran), Peter Rommel (deutscher Filmproduzent), Gabriele Salvatores (Regisseur aus Italien), Don Talbot (US-amerikanischer Filmproduzent und Verleiher)

### Preisträger

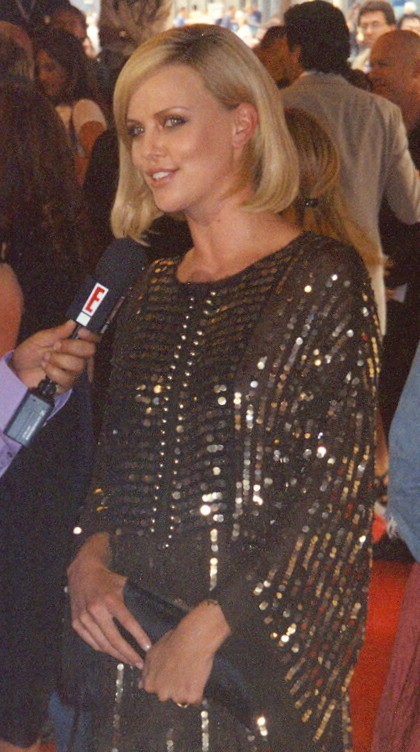
Charlize Theron

Goldener Bär: Gegen die Wand von Fatih Akin
Silberner Bären in folgenden Kategorien:
- Beste Regie: Kim Ki-duk
- Beste Schauspielerin: Catalina Sandino Moreno in Maria voll der Gnade und Charlize Theron in Monster
- Bester Schauspieler: Daniel Hendler in El abrazo partido
- Beste Filmmusik: Banda Osiris für den Film Erste Liebe
- Für eine herausragende künstlerische Leistung an das Team von Morgengrauen unter der Regie von Björn Runge.

Weitere Preise:
- Der AGICOA-Preis Der Blaue Engel für den besten europäischen Film ging an den Regisseur des Films Morgengrauen, Björn Runge.
- Alfred-Bauer-Preis: Der Alfred-Bauer-Preis ging an den Regisseur des besten Debütfilms Maria voll der Gnade, Joshua Marston.

## Sektion Panorama

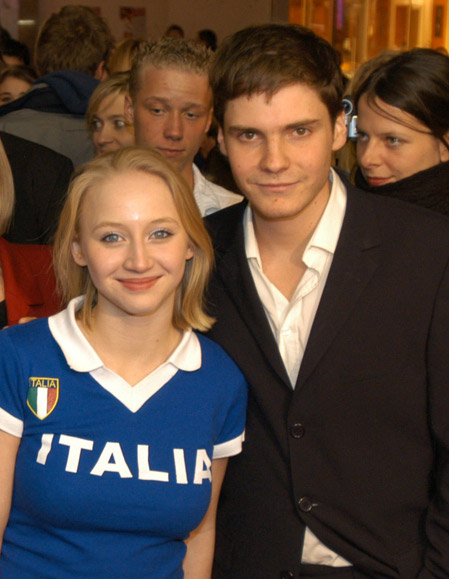
Daniel Brühl und Anna Maria Mühe bei der Premiere zu Was nützt die Liebe in Gedanken (2004)

Folgende herausragende Filme wurden im Programm der Sektion Panorama 2004 gezeigt:
- Was nützt die Liebe in Gedanken – Regie: Achim von Borries – mit Daniel Brühl und August Diehl in den Hauptrollen
- Ich liebe meine Arbeit (Mobbing) – Regie: Francesca Comencini – ausgezeichnet mit dem Preis der Ökumenischen Jury
- Die andere Seite des Mondes – Regie: Robert Lepage
- Wild Side – Regie: Sébastien Lifshitz – ausgezeichnet mit dem „Teddy Award“
- Die Spielwütigen – Regie: Andres Veiel – ausgezeichnet mit dem Panorama-Publikumspreis
- Im Haus gegenüber – Regie: Marcos Bernstein mit Fernanda Montenegro in der Hauptrolle – ausgezeichnet mit dem Preis des Internationalen Verbandes der Filmkunsttheater
- Stratosphere Girl – Regie: Matthias X. Oberg

## Goldener Ehrenbär
Den Goldenen Ehrenbär für sein Lebenswerk erhielt der argentinische Regisseur Pino Solanas.

## Kinderfilmfest
Auf dem Kinderfilmfest wurden folgende Filme ausgezeichnet:
- Gläserner Bär – verliehen durch die Kinderjury, besetzt mit elf Kindern im Alter von 11 bis 14 Jahren aus Berlin: Magnifico – Regie: Maryo J. de los Reyes, Gewitternacht – Regie: Michèle Lemieux, Kanada
- Lobende Erwähnung: Die Blindgänger – Regie: Bernd Sahling (mit Dominique Horwitz)

## Perspektive Deutsches Kino
In dieser Sektion wurden 13 deutsche Filme gezeigt. Mit dem von einer unabhängigen deutsch-französischen Jury vergebenen Preis Dialogue en perspective in dieser Kategorie wurde der Film Flammend’ Herz ausgezeichnet.
| Filmtitel                                  | Regie                          |
| ------------------------------------------ | ------------------------------ |
| Baal                                       | Uwe Janson                     |
| Blind                                      | Saskia Jell                    |
| Charlotte                                  | Ulrike von Ribbeck             |
| Der Typ                                    | Patrick Tauss                  |
| Flammend’ Herz                             | Andrea Schuler und Oliver Ruts |
| Grenze                                     | Holger Jancke                  |
| Leise Krieger                              | Alexander Dierbach             |
| Mitfahrer – Jede Begegnung ist eine Chance | Nicolai Albrecht               |
| Muxmäuschenstill                           | Marcus Mittermeier             |
| Tal der Ahnungslosen                       | Branwen Okpako                 |
| Transport                                  | Silvio Helbig                  |
| Unterwegs                                  | Jan Krüger                     |
| Zwischen Nacht und Tag                     | Nicolai Rohde                  |

## Retrospektive
Die diesjährige Retrospektive wurde den Regisseuren des „New Hollywood“ gewidmet. Unter dem Titel New Hollywood 1967–1976. Trouble in Wonderland wurden unter anderem folgende Filme gezeigt:
- Alice lebt hier nicht mehr von Martin Scorsese
- American Graffiti von George Lucas
- Badlands von Terrence Malick
- Der Dialog von Francis Ford Coppola
- Die wilden Engel von Roger Corman
- Easy Rider von Dennis Hopper
- Five Easy Pieces von Bob Rafelson
- Hexenkessel von Martin Scorsese
- Klute von Alan J. Pakula
- Das letzte Kommando  von Hal Ashby
- Die letzte Vorstellung von Peter Bogdanovich
- Sugarland Express von Steven Spielberg
- Taxi Driver von Martin Scorsese